# Bidyanus welchi
Bidyanus welchi är en fiskart som först beskrevs av Mcculloch och Waite, 1917.  Bidyanus welchi ingår i släktet Bidyanus och familjen Terapontidae. Inga underarter finns listade.